# Ordre de bataille de la 8e armée des États-Unis lors de la guerre de Corée
Cet article détaille l'ordre de bataille de la 8e armée des États-Unis lors de la guerre de Corée

## Ordre de bataille
- 8e armée (États-Unis)
  - 1er corps d'armée (États-Unis) (13 septembre 1950-fin de la guerre)
    - 1re division de cavalerie (États-Unis) (13 septembre 1950-janvier 1951 / avril 1951-décembre 1951)
    - 2e division d'infanterie (États-Unis) (23 juillet 1950-fin de la guerre)
    - 3e division d'infanterie (États-Unis) (janvier 1951- ; -11 juillet 1952; -janvier 1953)
    - 7e division d'infanterie (États-Unis) (janvier 1953-fin de la guerre)
    - 24e division d'infanterie (États-Unis) (13 septembre 1950-janvier 1951; -janvier 1953)
    - 25e division d'infanterie (États-Unis) (janvier 1951-mars 1952; janvier 1953-)
    - 45e division d'infanterie (États-Unis) (décembre 1951-janvier 1953)
    - 1re division des Marines (États-Unis) (janvier 1953-fin de la guerre)
    - 27e brigade d'infanterie (Royaume-Uni) (13 septembre 1950-janvier 1951)
    - 1re division du Commonwealth (Royaume-Uni) (mars 1952-janvier 1953)
    - 1re division d'infanterie (Corée du Sud) (13 septembre 1950-avril 1951; mars 1952-fin de la guerre)
    - 2e division d'infanterie (Corée du Sud) (janvier 1953-fin de la guerre)
    - 8e division d'infanterie (Corée du Sud) (mars 1952-janvier 1953)
    - 9e division d'infanterie (Corée du Sud) (mars 1952-janvier 1953)
    - 25e division d'infanterie (Corée du Sud) (janvier 1953-fin de la guerre)

  - 9e corps d'armée (États-Unis) (23 septembre 1950-fin de la guerre)
    - 5e régiment d'infanterie (États-Unis) (janvier 1952-)
    - 187e régiment d'infanterie (États-Unis) (janvier 1951-mars 1951)
    - 1re division de cavalerie (États-Unis) (janvier 1951-janvier 1952)
    - 2e division d'infanterie (États-Unis) (septembre 1950-janvier 1951; mars 1952-janvier 1953)
    - 3e division d'infanterie (États-Unis) (-fin de la guerre)
    - 7e division d'infanterie (États-Unis) (mars 1951-janvier 1953)
    - 24e division d'infanterie (États-Unis) (janvier 1951-janvier 1952)
    - 25e division d'infanterie (États-Unis) (septembre 1950-janvier 1951)
    - 40e division d'infanterie (États-Unis) (mars 1952-janvier 1953)
    - 45e division d'infanterie (États-Unis) (janvier 1952-mars 1952)
    - 1re division des Marines (États-Unis) (janvier 1951-mars 1951)
    - 27e brigade d'infanterie (Royaume-Uni) (17 février 1951-)
    - Division Capitale (Corée du Sud) (mars 1952-fin de la guerre)
    - 2e division d'infanterie (Corée du Sud) (mars 1951-janvier 1952; mars 1952-janvier 1953)
    - 3e division d'infanterie (Corée du Sud) (mars 1952-janvier 1953)
    - 6e division d'infanterie (Corée du Sud) (janvier 1951-janvier 1952)
    - 9e division d'infanterie (Corée du Sud) (janvier 1953-fin de la guerre)

  - 10e corps d'armée (États-Unis) (24 décembre 1950-fin de la guerre)
    - 2e division d'infanterie (États-Unis) (avril 1951-mars 1952)
    - 3e division d'infanterie (États-Unis) (24 décembre 1950-avril 1951)
    - 7e division d'infanterie (États-Unis) (24 décembre 1950-avril 1951)
    - 25e division d'infanterie (États-Unis) (mars 1952-janvier 1953)
    - 40e division d'infanterie (États-Unis) (janvier 1953-fin de la guerre)
    - 45e division d'infanterie (États-Unis) (janvier 1953-fin de la guerre)
    - 1re division des Marines (États-Unis) (24 décembre 1950-décembre 1950; -janvier 1953)
    - 2e division d'infanterie (Corée du Sud) (octobre 1950-mars 1952)
    - 5e division d'infanterie (Corée du Sud) (octobre 1950-avril 1951)
    - 6e division d'infanterie (Corée du Sud) (mars 1952-janvier 1953)
    - 7e division d'infanterie (Corée du Sud) (avril 1951-fin de la guerre)
    - 8e division d'infanterie (Corée du Sud) (octobre 1950-avril 1951; -mars 1952)
    - 12e division d'infanterie (Corée du Sud) (janvier 1953-fin de la guerre)
    - 20e division d'infanterie (Corée du Sud) (janvier 1953-fin de la guerre)